# Mario Martín Rielves
Mario Martín Rielves (Sonseca, 5 de marzo de 2004) es un futbolista español que juega como centrocampista en el Getafe C. F. de la Primera División de España. 

## Trayectoria
El 24 de octubre de 2021 hizo su debut con el filial en un encuentro frente al Atlético Sanluqueño C. F. que acabaría con derrota por 3 goles a 1.
El 26 de enero de 2023 debutó con el primer equipo del Real Madrid en el partido de cuartos de final de la Copa del Rey contra el Atlético de Madrid tras entrar en el minuto 115' como sustituto de Rodrygo Goes.
El 23 de agosto de 2024 fue cedido por una temporada al Real Valladolid C. F. Con ellos participó en treinta partidos de la Primera División, y otros dos en la Copa del Rey, y en julio de 2025 acumuló una segunda cesión al Getafe C. F.

## Estadísticas

### Clubes
Actualizado al último partido disputado el 18 de mayo de 2025.
| Club                                | Div.          | Temporada     | Liga  | Liga  | Liga   | Copas nacionales | Copas nacionales | Copas nacionales | Copas internacionales | Copas internacionales | Copas internacionales | Total | Total | Total  |
| Club                                | Div.          | Temporada     | Part. | Goles | Asist. | Part.            | Goles            | Asist.           | Part.                 | Goles                 | Asist.                | Part. | Goles | Asist. |
| ----------------------------------- | ------------- | ------------- | ----- | ----- | ------ | ---------------- | ---------------- | ---------------- | --------------------- | --------------------- | --------------------- | ----- | ----- | ------ |
| Real Madrid Castilla C. F. · España | 1.ª F         | 2021-22       | 20    | 0     | 1      | ―                | ―                | ―                | ―                     | ―                     | ―                     | 20    | 0     | 1      |
| Real Madrid Castilla C. F. · España | 1.ª F         | 2022-23       | 30    | 0     | 4      | ―                | ―                | ―                | ―                     | ―                     | ―                     | 30    | 0     | 4      |
| Real Madrid Castilla C. F. · España | 1.ª F         | 2023-24       | 27    | 0     | 0      | ―                | ―                | ―                | ―                     | ―                     | ―                     | 27    | 0     | 0      |
| Real Madrid Castilla C. F. · España | Total club    | Total club    | 77    | 0     | 5      | 0                | 0                | 0                | 0                     | 0                     | 0                     | 77    | 0     | 5      |
| Real Madrid C. F. · España          | 1.ª           | 2022-23       | 0     | 0     | 0      | 1                | 0                | 0                | 0                     | 0                     | 0                     | 1     | 0     | 0      |
| Real Madrid C. F. · España          | 1.ª           | 2023-24       | 2     | 0     | 0      | 1                | 0                | 0                | 0                     | 0                     | 0                     | 3     | 0     | 0      |
| Real Madrid C. F. · España          | Total club    | Total club    | 2     | 0     | 0      | 2                | 0                | 0                | 0                     | 0                     | 0                     | 4     | 0     | 0      |
| Real Valladolid C. F. · España      | 1.ª           | 2024-25       | 30    | 0     | 1      | 2                | 0                | 0                | ―                     | ―                     | ―                     | 32    | 0     | 1      |
| Real Valladolid C. F. · España      | Total club    | Total club    | 30    | 0     | 1      | 2                | 0                | 0                | 0                     | 0                     | 0                     | 32    | 0     | 1      |
| Total carrera                       | Total carrera | Total carrera | 109   | 0     | 6      | 4                | 0                | 0                | 0                     | 0                     | 0                     | 113   | 0     | 6      |

## Palmarés

### Campeonatos nacionales
| Título                     | Club              | País   | Año  |
| -------------------------- | ----------------- | ------ | ---- |
| Copa del Rey               | Real Madrid C. F. | España | 2023 |
| Supercopa de España        | Real Madrid C. F. | España | 2024 |
| Primera División de España | Real Madrid C. F. | España | 2024 |